# Femme se baignant dans une rivière
Femme se baignant ou Femme se baignant dans une rivière est un tableau de Rembrandt datant de 1654 environ, exposé à la National Gallery de Londres, qui l'a acquise en 1831. 

## Description
Hendrickje Stoffels, qu'on imagine la maîtresse de Rembrandt, lui aurait servi de modèle. La toile la représente entrant en toute décontraction dans son bain. 
L'œuvre a toujours été l'une des toiles de Rembrandt les plus appréciées. Elle est tendrement intimiste, et la pose est si spontanée qu'elle semble l'expression d'une expérience personnelle.